# Bernard Dhéran
Pour les articles homonymes, voir Poulain (homonymie).
Bernard Poulain, dit Bernard Dhéran, est un acteur français, né le 17 juin 1926 à Dieppe (Seine-Maritime) et mort le 27 janvier 2013 à Marrakech (Maroc),.

## Biographie

### Enfance, formation et débuts
De son vrai nom Bernard Poulain, il remporte un premier prix de Comédie au Conservatoire national supérieur d'art dramatique de Paris en 1947 avant de faire l'apprentissage de l'alternance au sein de la Compagnie Renaud-Barrault. Il intègre la Comédie-Française en 1953. Il en devient le 437e sociétaire en 1961, puis le doyen en 1988, avant de prendre sa retraite l'année suivante.

### Parcours
Depuis 1952, il a joué dans une centaine de films, notamment historiques (comme Le Comte de Monte Cristo de Claude Autant-Lara en 1961 ou Ridicule de Patrice Leconte en 1996), et des dizaines de téléfilms, essentiellement dans des seconds rôles.
À partir des années 1960, il s'illustre également dans le doublage. Il prête ainsi sa voix à Christopher Plummer, David Niven, Anthony Hopkins ou Michael Caine ainsi qu'à de nombreux antagonistes tels que Magnéto (Ian McKellen) ou le comte Dooku (Christopher Lee), ou encore le cardinal de Richelieu dans la série d'animation Albert le cinquième mousquetaire.

Il a rédigé un livre de souvenirs : Je vais avoir l'honneur et l'ineffable jouissance, chers vieux abonnés de la Comédie-Française, chers lecteurs, d'aiguiser ma plume d'oie et de vous asséner avec tendresse quelques truculentes histoires vécues au cours des tribulations d'un comédien ordinaire du roy et de la république, paru aux éditions Scali en 2007.
Ayant épousé Chantal des Lions, il devint le gendre de la comtesse de La Tour de Geay et séjourna à ce titre dans son château d'Ecoyeux [source insuffisante]. Devenu veuf, il épousa ensuite une ancienne mannequin, et dentiste [source insuffisante].

### Mort
Il meurt à l'âge de 86 ans le 27 janvier 2013 dans sa maison de Marrakech (Maroc). Ses obsèques se déroulent en l'église Saint-Roch de Paris, puis il est inhumé au cimetière du Père-Lachaise (division 63).

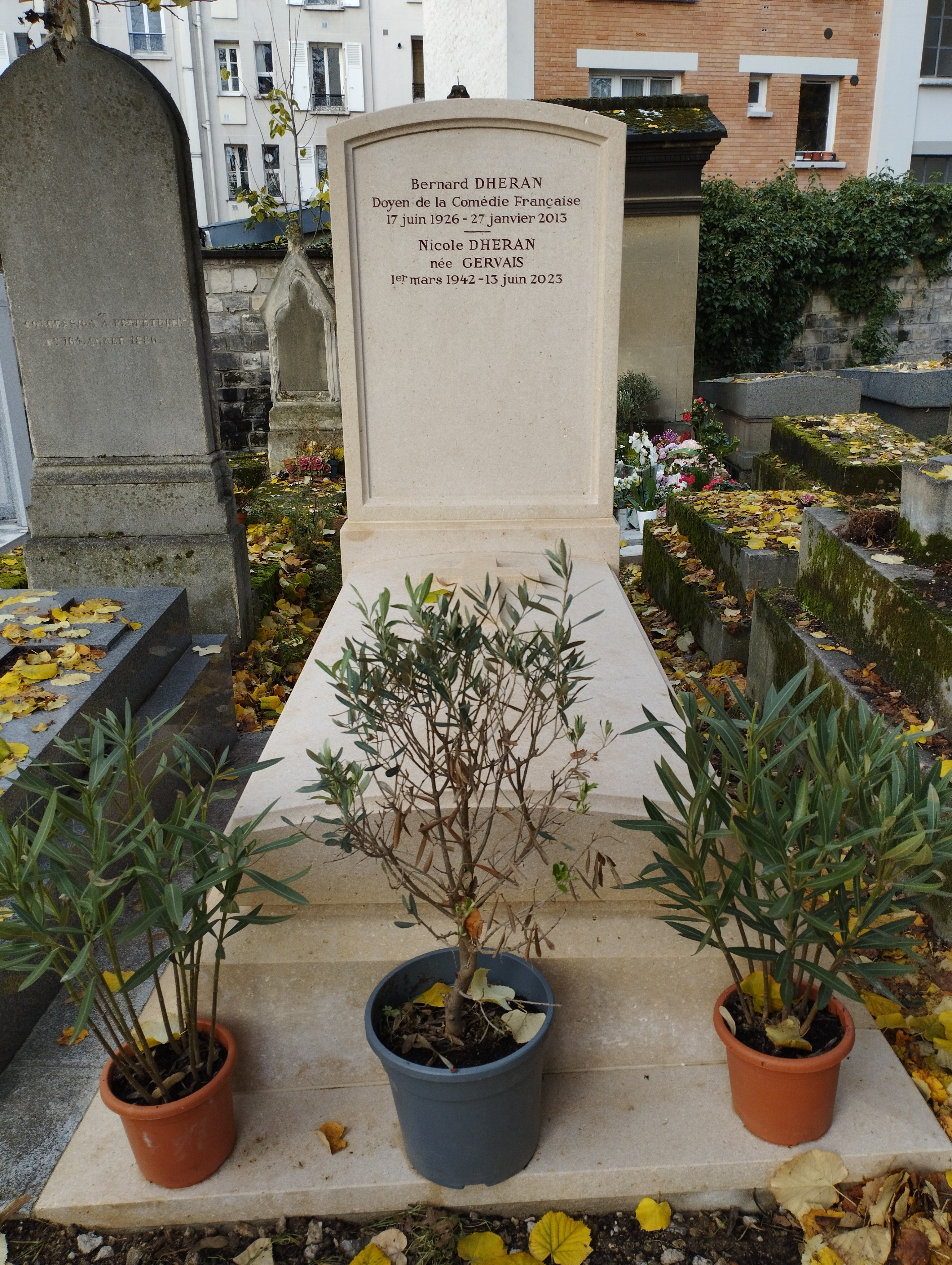
Tombe de Bernard Dhéran au cimetière du Père-Lachaise (division 63).

## Théâtre

### Comédie-Française
Entré à la Comédie-Française en 1953
437e Sociétaire en 1961
Doyen en 1988
Départ à la retraite le 31 décembre 1988
- 1953 : Un caprice d'Alfred de Musset, mise en scène Maurice Escande
- 1953 : Roméo et Juliette de William Shakespeare, mise en scène Julien Bertheau
- 1955 : Elizabeth, la femme sans homme d'André Josset, mise en scène Henri Rollan
- 1956 : Le Menteur de Corneille, mise en scène Jacques Charon
- 1960 : Le Cardinal d'Espagne d'Henry de Montherlant, mise en scène Jean Mercure
- 1962 : La Troupe du Roy, Hommage à Molière, mise en scène Paul-Émile Deiber
- 1962 : Le Menteur de Corneille, mise en scène Jacques Charon
- 1964 : Donogoo de Jules Romains, mise en scène Jean Meyer
- 1965 : Le Songe d'une nuit d'été de Shakespeare, mise en scène Jacques Fabbri
- 1968 : Le Joueur de Jean-François Regnard, mise en scène Jean Piat
- 1970 : Malatesta de Henry de Montherlant, mise en scène Pierre Dux
- 1970 : Le Songe d'August Strindberg, mise en scène Raymond Rouleau
- 1971 : La Jalousie de Sacha Guitry, mise en scène Michel Etcheverry
- 1972 : La Troupe du Roy, Hommage à Molière par les Comédiens français : Dom Juan, mise en scène Paul-Émile Deiber
- 1972 : Volpone de Jules Romains, mise en scène Gérard Vergez, Théâtre national de l'Odéon
- 1972 : Le Comte Oderland de Max Frisch, mise en scène Jean-Pierre Miquel, Théâtre national de l'Odéon
- 1972 : Le Bourgeois gentilhomme de Molière, mise en scène Jean-Louis Barrault
- 1973 : Tartuffe de Molière, mise en scène Jacques Charon
- 1974 : La Nostalgie, Camarade de François Billetdoux, mise en scène Jean-Paul Roussillon, Théâtre national de l'Odéon
- 1974 : L'Impromptu de Marigny de Jean Poiret, mise en scène Jacques Charon, théâtre Marigny
- 1975 : Le Plus Heureux des trois d'Eugène Labiche et Edmond Gondinet, mise en scène Jacques Charon, théâtre Marigny
- 1975 : Une lune pour les déshérités d'Eugène O'Neill, mise en scène Jacques Rosner, Petit Odéon
- 1975 : Monsieur Le Trouhadec saisi par la débauche de Jules Romains, mise en scène Michel Etcheverry
- 1977 : La Navette d'Henry Becque, mise en scène Simon Eine
- 1978 : On ne badine pas avec l'amour d'Alfred de Musset, mise en scène de Simon Eine
- 1978-1979 : La Trilogie de la villégiature de Carlo Goldoni, mise en scène Giorgio Strehler, Théâtre national de l'Odéon
- 1979 : Ruy Blas de Victor Hugo, mise en scène Jacques Destoop
- 1980 : Simul et singulis, Soirée littéraire consacrée au Tricentenaire de la Comédie-Française, mise en scène Jacques Destoop
- 1981 : La Dame de chez Maxim de Georges Feydeau, mise en scène Jean-Paul Roussillon
- 1985 : La Tragédie de Macbeth de William Shakespeare, mise en scène Jean-Pierre Vincent, Festival d'Avignon

### Hors Comédie-Française
- 1947 : Le Procès de Franz Kafka, mise en scène Jean-Louis Barrault, théâtre Marigny
- 1948 : L'État de siège d'Albert Camus, mise en scène Jean-Louis Barrault, théâtre Marigny
- 1949 : Le Bossu de Paul Féval et Anicet Bourgeois, mise en scène Jean-Louis Barrault, théâtre Marigny
- 1950 : La Répétition ou l'Amour puni de Jean Anouilh, mise en scène Jean-Louis Barrault, théâtre Marigny
- 1950 : Malatesta d'Henry de Montherlant, mise en scène Jean-Louis Barrault, théâtre Marigny
- 1951 : Les Fourberies de Scapin de Molière, mise en scène Louis Jouvet, théâtre des Célestins
- 1951 : L'Épreuve de Marivaux, mise en scène Pierre Bertin, théâtre des Célestins
- 1952 : La Feuille de vigne de Jean-Bernard Luc, mise en scène Pierre Dux, théâtre de la Madeleine
- 1957 : Les Voyageurs égarés de Guillaume Hanoteau, mise en scène Véra Korène, théâtre de la Renaissance
- 1959 : Le Festin de Pierre de Thomas Corneille, Festival Corneille, Barentin
- 1990 : Tiercé gagnant de John Chapman, mise en scène Christopher Renshaw, théâtre de la Michodière
- 1995 : Les affaires sont les affaires d'Octave Mirbeau, mise en scène Régis Santon, théâtre du Palais-Royal
- 1997 : Pourquoi j'ai mangé mon père d'après Roy Lewis, mise en scène Samuel Bonnafil, théâtre Trévise
- 1999 : Hôtel des deux mondes d'Éric-Emmanuel Schmitt, mise en scène Daniel Roussel, théâtre Marigny
- 2002 : C'était Bonaparte d'Alain Decaux et Paul Lombard, mise en scène Robert Hossein, Palais des sports de Paris
- 2003 : Antigone de Jean Anouilh, mise en scène Nicolas Briançon, théâtre Marigny
- 2004 : Le Prince travesti de Marivaux, mise en scène Nicolas Briançon, Festival de Figeac
- 2005 : Choses vues (à droite et à gauche et sans lunettes) d'après la correspondance d'Erik Satie, mise en scène Jean-Luc Tardieu, théâtre de la Gaîté-Montparnasse
- 2006 : Toc toc de Laurent Baffie, mise en scène de l'auteur, théâtre du Palais-Royal
- 2010 : Personne n'est parfait de Simon Williams, mise en scène Alain Sachs, théâtre des Variétés

### Metteur en scène
- 1960 : Jean de la Lune de Marcel Achard

## Filmographie

### Cinéma
- 1948 : Le Diable boiteux de Sacha Guitry : figurant
- 1952 : Les Belles de nuit de René Clair : l'aviateur
- 1954 : Le Grand Pavois de Jack Pinoteau : Lucien Barré
- 1954 : Si Versailles m'était conté... de Sacha Guitry :  Beaumarchais
- 1955 : Les Hommes en blanc de Ralph Habib : Clément
- 1955 : Napoléon de Sacha Guitry : Bourrienne
- 1955 : Les Grandes Manœuvres de René Clair : un officier
- 1956 : Si Paris nous était conté de Sacha Guitry : Voltaire jeune
- 1956 : Si tous les gars du monde de Christian-Jaque : M. Saint-Savin
- 1956 : Ce soir les jupons volent de Dimitri Kirsanoff : Bobby
- 1957 : Vacances explosives de Christian Stengel : M. Fred
- 1957 : Quelle sacrée soirée ou Nuits blanches et rouge à lèvres de Robert Vernay : l'ami de Denise
- 1957 : L'inspecteur aime la bagarre de Jean Devaivre : M. Barat
- 1957 : Miss Catastrophe de Dimitri Kirsanoff : Fernand
- 1957 : La Garçonne de Jacqueline Audry :  Max Delaume
- 1957 : Fumée blonde de Robert Vernay : Bernard Hartman
- 1957 : Vacances à Ischia (Vacanze a Ischia) de Mario Camerini : Pierre Tissot
- 1957 : Le Grand Bluff de Patrice Dally : Serge Colonna
- 1957 : La Peau de l'ours de Claude Boissol : le docteur Chauvin
- 1958 : C'est la faute d'Adam de Jacqueline Audry : le comte Philippe de Bergen
- 1958 : Christine de Pierre Gaspard-Huit :  le capitaine Lansky
- 1959 : Rue des prairies de Denys de la Patellière : Maître Moineau
- 1959 : Soupe au lait de Pierre Chevalier : René Gicquel
- 1959 : Katia de Robert Siodmak : Stéphane Ryssakov
- 1959 : Le Bossu d'André Hunebelle : narration
- 1959 : Douze Heures d'horloge de Géza von Radványi : narration
- 1960 : Classe tous risques de Claude Sautet : Blastone
- 1960 : Le Capitan d'André Hunebelle : narration
- 1961 : Le Capitaine Fracasse de Pierre Gaspard-Huit : le chevalier de Vidalenc
- 1961 : Le Comte de Monte-Cristo de Claude Autant-Lara : Henri de Villefort
- 1961 : La Belle Américaine de Robert Dhéry : M. Jean, le patron de l'usine
- 1963 : Les Bricoleurs de Jean Girault : l'inspecteur de l'auto-école
- 1964 : Gibraltar de Pierre Gaspard-Huit : Harry Williams
- 1964 : De l'assassinat considéré comme un des beaux-arts de Maurice Boutel : le président des rédempteurs de l'assassinat
- 1964 : Les Gorilles de Jean Girault : Hubert Loisif
- 1965 : Les Bons Vivants ou Un grand seigneur de Gilles Grangier et Georges Lautner, sketch  Le Procès : Maître Lebeau
- 1966 : Nouveau journal d'une femme en blanc de Claude Autant-Lara : le brigadier de gendarmerie
- 1967 : Le Grand Bidule de Raoul André : M. Morrison
- 1968 : Les Jeunes Loups de Marcel Carné : Jean Noël
- 1968 : L'Homme à la Buick de Gilles Grangier : Monsieur Martel de la Motte, l'assureur
- 1971 : Mais ne nous délivrez pas du mal de Joël Séria : l'automobiliste
- 1973 : Le Silencieux de Claude Pinoteau : Monsieur Chat
- 1975 : On a retrouvé la septième compagnie de Robert Lamoureux : le colonel Voisin
- 1983 : Les Princes de Tony Gatlif : le mari de Jeanne
- 1988 : Bernadette de Jean Delannoy : Dr Dozous
- 1992 : Loulou Graffiti de Christian Lejalé : M. Duplessis
- 1996 : Ridicule de Patrice Leconte : Monsieur de Montalieri
- 2000 : Stardom de Denys Arcand : l'intellectuel français
- 2005 : L'Antidote de Vincent de Brus : M. Salanches de Foiry
- 2007 : Ensemble, c'est tout de Claude Berri : le père de Philibert

### Télévision
- 1954 : Le Jeu de l'amour et du hasard de Marcel L'Herbier
- 1957 : Le Quadrille des diamants de Claude Barma
- 1959 : Les Trois Mousquetaires de Claude Barma : le duc de Buckingham
- 1959 : Le Misanthrope de Jean Kerchbron : Philinte
- 1961 : Les Concini de Jean Kerchbron
- 1961 : Les Femmes de bonne humeur de Alain Boudet : Le comte Rinaldo
- 1962 : Candide de Pierre Cardinal : Le présentateur
- 1963 : L'inspecteur Leclerc enquête de Claude Barma, épisode : Bonjour Commissaire
- 1965 : La Petite Hutte d'André Roussin : Henri
- 1966 : Marie Tudor d'Abel Gance : Dudley
- 1966 : La Morale de l'histoire de Claude Dagues : le docteur Charroux
- 1967 : Valmy de Jean Chérasse et Abel Gance : Robespierre
- 1967 : Deslouettes père et fils de Arlen Papazian et Claude Robrini
- 1967 : Les Aventures de Michel Vaillant de Charles Bretoneiche : Gérard Defait
- 1968 : Les Saintes Chéries, épisode Ève et le déménagement
- 1970 : Les Six Jours de Arlen Papazian : Robert
- 1971 : Les Fausses Confidences de Jean-Marie Coldefy : le comte
- 1971 : 29 degrés à l'ombre de Jean-Marie Coldefy : Adolphe
- 1972 : La Tragédie de Vérone de Claude Barma : Dino Grandi
- 1972 : Le Prince travesti de François Chatel : l'ambassadeur
- 1972 : Les Femmes savantes de Jean Vernier : Trissotin
- 1973 : Un monsieur bien rangé d'Agnès Delarive : le procureur général
- 1973 : Byron, libérateur de la Grèce ou le Jardin des héros de Pierre Bureau : Thomas Barnès
- 1973 : Arsène Lupin, épisode Sherlock Holmès lance un défi de Jean-Pierre Desagnat : M. Dreux-Soubise
- 1973 : Les Mohicans de Paris de Gilles Grangier : Lorédan de Valgeneuse (saison 2)
- 1975 : Marie-Antoinette de Guy Lefranc
- 1976 : La Vie de Marianne de Pierre Cardinal : le ministre
- 1977 : Les Anneaux de Bicêtre de Louis Grospierre : le docteur Besson
- 1977 : Le Misanthrope de Jean-Paul Carrère : Oronte
- 1978 : Le Retour de Jean de Robert Guez
- 1978 : On ne badine pas avec l'amour de Roger Kahane : Le baron
- 1980 : Les Amours de la belle époque, épisode Le temps d'aimer de Bernard Roland
- 1981 : Le Roman du samedi, épisode Mémoires de deux jeunes mariés de Marcel Cravenne
- 1981 : Les Plaisirs de l'île enchantée de Dirk Sanders : Iphitas
- 1981 : Le Bourgeois gentilhomme de Pierre Badel : le maître de musique
- 1983 : Le Crime de Pierre Lacaze de Jean Delannoy : le procureur Dachot
- 1983 : Le général a disparu de Yves-André Hubert : le général de Boissieu
- 1983 : Marianne, une étoile pour Napoléon de Marion Sarraut : Talleyrand
- 1985 : Les Amours des années 50, épisode Les scorpionnes : Georges
- 1985 : Maguy : Lamarck
- 1987 : Le Gerfaut de Marion Sarraut : Beaumarchais
- 1988 : La Sonate pathétique de Jean-Paul Carrère : M. Charpentier
- 1988 : Anges et Loups de Boramy Tioulong : Boildieu
- 1988 : Maigret et le Voleur paresseux de Jean-Marie Coldefy : le procureur
- 1989 : La Comtesse de Charny de Marion Sarraut : Richelieu
- 1989 : Lundi noir de Jean-François Delassus : le colonel
- 1989 : Renseignements généraux, épisode Les Habitudes de la victime de Claude Barma : Lestrasse
- 1990 : Le Retour d'Arsène Lupin, épisode La Camarade Tatiana de Jacques Besnard : Krechow
- 1991 : La Florentine de Marion Sarraut
- 1992 : Sylvie et Cie : Blizzard
- 1992 : Tiercé gagnant de André Flédérick : Henri de La Haie
- 1993 : Classe Mannequin
- 1996 : La Dernière Fête de Pierre Granier-Deferre
- 1996 : Le Crabe sur la banquette arrière de Jean-Pierre Vergne : le chirurgien
- 1997 : Docteur Sylvestre, épisode Une retraite dorée de Philippe Roussel : Edouard Pagès
- 1997 : Maître Da Costa, épisode Les Témoins de l'oubli de Nicolas Ribowski : Paul Mégènes
- 1997 : Un petit grain de folie de Sébastien Grall : M. Serge
- 1999 : Blague à part de Frédéric Berthe : le beau-père de Nicolas
- 1999 : Sade en procès de Pierre Beuchot
- 1999 : La Petite Fille en costume marin de Marc Rivière : Jérôme Raincourt
- 2003 : L'Hôtel des deux mondes de Philippe Miguel : le président Delbec
- 2005 : Mademoiselle Gigi de Caroline Huppert : Bernard Maugis
- 2008 : Avocats et Associés, épisode Défenses illégitimes de Bruno Garcia : Georges-Louis Romance
- 2008 : Toc-Toc de Laurent Baffie : Fred
- 2009 : Louis la Brocante, épisode Louis voit double (11.4) de Pierre Sisser  : le doyen

### Au théâtre ce soir
- 1967 : Domino de Marcel Achard, mise en scène Jean Piat, réalisation Pierre Sabbagh, théâtre Marigny : Crimone
- 1968 : Monsieur Le Trouhadec saisi par la débauche de Jules Romains, mise en scène Robert Manuel, réalisation Pierre Sabbagh, théâtre Marigny
- 1968 : La Duchesse d'Algues de Peter Blackmore, mise en scène Robert Manuel, réalisation Pierre Sabbagh, théâtre Marigny : le docteur paul Martin
- 1968 : La Coquine d'André Roussin, mise en scène Bernard Dhéran, réalisation Pierre Sabbagh, théâtre Marigny : Adriano
- 1968 : Le dindon de Georges Feydeau, mise en scène Jean Meyer, réalisation Pierre Sabbagh, théâtre Marigny : Vatelin
- 1970 : La Manière forte de Jacques Deval, mise en scène Pierre Mondy, réalisation Pierre Sabbagh, théâtre Marigny : Tony
- 1972 : Ève et les Hommes de Gabriel Arout, mise en scène Bernard Dhéran, réalisation Pierre Sabbagh, théâtre Marigny : Jacques 2
- 1975 : La Nuit du 16 janvier d'Ayn Rand, mise en scène André Villiers, réalisation Pierre Sabbagh, théâtre Marigny : Flint
- 1975 : Inspecteur Grey d'André Faltianni et Alfred Gragnon, mise en scène Robert Manuel, réalisation Pierre Sabbagh, théâtre Édouard VII : l'inspecteur Grey
- 1975 : Le Moulin de la Galette de Marcel Achard, mise en scène Max Fournel, réalisation Pierre Sabbagh, théâtre Édouard VII : Auguste
- 1978 : Moi d'Eugène Labiche, mise en scène Jean-Laurent Cochet, réalisation Pierre Sabbagh, théâtre Marigny : M. Dutrécy
- 1980 : La Coquine d'André Roussin, mise en scène Bernard Dhéran, réalisation Pierre Sabbagh, théâtre Marigny : Adriano

## Doublage
Note : Les dates en italique correspondent aux sorties initiales des films dont Bernard Dhéran a assuré le redoublage ou le doublage tardif.

### Cinéma

#### Films
- David Niven dans :
  - Bonjour tristesse (1958) : Raymond
  - Le Meilleur Ennemi (1961) : le major Richardson
  - Les 55 Jours de Pékin (1963) : l'ambassadeur britannique, Sir Arthur Robertson
  - Lady L. (1965) : Lord Richard « Dicky » Lendale
  - Passeport pour l'oubli (1966) : Dr Jason Love
  - Le Mystère des treize (1966) : Philippe de Montfaucon
  - Avant que vienne l'hiver (1969) : le major Giles Burnside
  - Le Tigre de papier (1975) : « Major » Walter Bradbury
  - Un cadavre au dessert (1976) : Dick Charleston
  - Bons baisers d'Athènes (1979) : le professeur Blake
  - Le Commando de sa Majesté (1980) : le colonel H. W. « Bill » Grice
  - Le lion sort ses griffes (1980) : l'inspecteur en chef Cyril Willis
  - À la recherche de la panthère rose (1982) : Sir Charles Litton
- Christopher Plummer dans :
  - Malcolm X (1992) : l'aumonier Gill
  - Wolf (1994) : Raymond Alden
  - Dolores Claiborne (1995) : le détective John Mackey
  - L'Armée des douze singes (1995) : Dr. Leland Goines
  - Un homme d'exception (2001) : le docteur Rosen
  - Nicholas Nickleby (2002) : Ralph Nickleby
  - Syriana (2005) : Dean Whiting
  - Le Nouveau Monde (2005) : capitaine Christopher Newport
  - La Main au collier (2005) : Bill Nolan
  - Inside Man : L'Homme de l'intérieur (2006) : Arthur Case
  - Entre deux rives (2006) : Simon Wyler
  - L'Imaginarium du docteur Parnassus (2009) : le docteur Parnassus
  - Beginners (2011) : Hal, le père d'Oliver
- Michael Caine dans :
  - Que vienne la nuit (1967) : Henry Warren
  - La Vallée perdue (1971) : le capitaine des mercenaires
  - Une Anglaise romantique (1975) : Lewis Fielding
  - L'Inévitable Catastrophe (1978) : Dr Bradford Crane
  - Escort Girl (1986) : Lord Bulbeck
  - Les Dents de la mer 4 (1987) : Hoagie
  - Noel chez les Muppets (1992) : Mr Scrooge
  - Quills, la plume et le sang (2000) : Dr Royer-Collard
  - Crime contre l'humanité (2004) : Pierre Brossard
- Anthony Hopkins dans :
  - Retour à Howards End (1992) : Henry J. Wilcox
  - Les Vestiges du jour (1993) : Monsieur Stevens l'intendant
  - Les Ombres du cœur (1993) : C. S. Lewis
  - Le Masque de Zorro (1998) : Don Diego de La Vega
  - Titus (1999) : Titus Andronicus
  - Mission impossible 2 (2000) : Swanbeck
  - Les Fous du roi (2006) : le juge Irwin
  - Bobby (2006) : John
  - Thor (2011) : Odin
- Ian McKellen dans :
  - X-Men (2000) : Magneto
  - X-Men 2 (2003) : Magneto
  - X-Men : L'Affrontement final (2006) : Magneto
  - Da Vinci Code (2006) : Sir Leigh Teabing
- Christopher Lee dans :
  - Le Chien des Baskerville (1959) : Sir Henry Baskerville
  - Star Wars, épisode II : L'Attaque des clones (2002) : le comte Dooku
  - Star Wars, épisode III : La Revanche des Sith (2005) : le comte Dooku
- Peter O'Toole dans :
  - Goodbye, Mr. Chips (1969) : Arthur Chipping "Croupie" Chips
  - Le Dernier Empereur (1987) : Reginald Johnston
  - Les Ailes de la renommée (1990) : César Valentin
- Sean Connery dans :
  - La Grande Attaque du train d'or (1978) : Edward Pierce
  - À la rencontre de Forrester (2001) : William Forrester
  - La Ligue des gentlemen extraordinaires (2003) : Allan Quatermain
- Leslie Nielsen dans :
  - Scary Movie 3 (2003) : le Président Harris
  - Scary Movie 4 (2006) : le Président Harris
  - Super Héros Movie (2008) : Oncle Albert
- John Gielgud dans :
  - Le Crime de l'Orient-Express (1974) : M. Beddoes
  - Shine (1996) : Cecil Parkes
- John Neville dans :
  - Les Aventures du baron de Münchhausen (1988) : le Baron de Münchhausen
  - Le Cinquième Élément (1997) : General Staedert
- Patrick McGoohan dans :
  - Braveheart (1995) : Édouard 1er d'Angleterre
  - Le Droit de tuer ? (1996) : le juge Omar Noose
- Jim Broadbent dans :
  - Le Tour du monde en quatre-vingts jours (2004) : Lord Kelvin
  - Indiana Jones et le Royaume du crâne de cristal (2008) : Doyen Charles Stanforth

- 1940[6] : Le Dictateur : Garbitsch (Henry Daniell)
- 1957 : L'Arbre de vie : Pr Jerusalem Webstern Stiles (Nigel Patrick)
- 1957 : Pour que les autres vivent : Aubrey Clark (Noel Willman)
- 1958 : Inspecteur de service : M. Small, le viciare (Jack Watling)
- 1959 : Les Légions de Cléopâtre : Octavien (Alfredo Mayo)
- 1961 : Le Diable à 4 heures : le gouverneur (Alexander Scourby)
- 1962 : La Porte aux sept serrures : l'inspecteur Richard Martin (Heinz Drache)
- 1963 : Après lui, le déluge : le procureur (Alan Hewitt)
- 1963 : Le Téléphone rouge : Général Jack Kirby (Kevin McCarthy)
- 1963 : L'Étrange Mort de Miss Gray : David Dane (James Villiers)
- 1964 : Six Femmes pour l'assassin : l'inspecteur Silvestri (Thomas Reiner)
- 1965 : Super 7 appelle le Sphinx : Alex (Massimo Serato)
- 1965 : Du suif dans l'Orient-Express : Burger (Anton Diffring)
- 1966 : Un homme pour l'éternité : William Roper (Corin Redgrave)
- 1967 : Guêpier pour trois abeilles : Cecil Sheridan Fox (Rex Harrison)
- 1967 : La Mégère apprivoisée : Hortensio (Victor Spinetti)
- 1968 : Roméo et Juliette : le Prince (Robert Stephens)
- 1969 : Un amour de coccinelle : Peter Thorndyke (David Tomlinson)
- 1969 : Les Damnés : Aschebach (Helmut Griem)
- 1970 : Little Big Man : le Général Custer (Richard Mulligan)
- 1972 : Les Griffes du lion : Général Kitchener (John Mills) et le directeur de l'école (Robert Hardy)
- 1973 : Les Dix Derniers Jours d'Hitler : le général Robert von Greim (Eric Porter)
- 1974 : Les Pirates du métro : Bernard Ryder alias Monsieur Bleu (Robert Shaw)
- 1977 : Le Cercle infernal : le capitaine Paul Winter (Edward Hardwicke)
- 1979 : Le Putsch des mercenaires : David Swansey (Richard Harris)
- 1984 : Amadeus : Comte Orsini-Rosenberg (Charles Kay) (1er doublage)
- 1985 : Police Academy 2 : Au boulot ! : Capitaine Peter Lassard (Howard Hesseman)
- 1986 : Biggles : William Raymond (Peter Cushing)
- 1988 : L'Emprise des ténèbres : Schoonbacher (Michael Gough)
- 1991 : Barton Fink : W.P. Mayhew (John Mahoney)
- 1992 : Maman, j'ai encore raté l'avion : M.. Duncan (Eddie Bracken)
- 1995 : Sabrina : Tom Fairchild (John Wood)
- 1999 : L'Anglais : Jim Avery (Barry Newman)
- 1999 : Sleepy Hollow : Baltus Van Tassel (Michael Gambon)
- 2000 : Ordinary Decent Criminal : le juge (Conor Evans)
- 2001 : Moulin Rouge : Le docteur de la troupe (Garry McDonald)
- 2001 : Le Sortilège du scorpion de jade : Voltan (David Ogden Stiers)
- 2001 : From Hell : William Gull (Ian Holm)
- 2002 : Gosford Park : Jennings (Alan Bates)
- 2004 : Hidalgo : Buffalo Bill Cody (J. K. Simmons)
- 2005 : Madame Henderson présente : Lord Cromer (Christopher Guest)
- 2009 : Chéri : le narrateur (Stephen Frears)
- 2010 : Alice au pays des merveilles : la chenille Absolem (Alan Rickman)
- 2010 : Prince of Persia : Les Sables du Temps : Sharaman, le roi de Perse (Ronald Pickup)

#### Films d'animation
- La Honte de la jungle (1975) : narrateur
- Le Seigneur des anneaux (1978) : Aragorn
- Mulan (1998) et Mulan 2 : La Mission de l'Empereur : l'Empereur de Chine
- Star Wars: The Clone Wars (2008) : le Comte Dooku

### Télévision

#### Téléfilm
- Le Chien des Baskerville (1972)[7] : Sherlock Holmes (Stewart Granger)

#### Séries télévisées
- La Dynastie des Forsyte (1967) : Soames Forsyte (Eric Porter)
- Shaka Zulu (1986) : Lord Bathurst (Christopher Lee)
- Le Tour du monde en quatre-vingts jours : Sir Francis Commarty (John Hillerman)
- Force de frappe (1990-1993) : Alexander Addington (Christopher Plummer)
- Les Tudors (2008 - saison 2) : le pape Paul III (Peter O'Toole)

#### Séries d'animation
- Albert le cinquième mousquetaire (1993) : Le cardinal de Richelieu
- Men in Black (1997-2001) : Alpha
- Star Wars: Clone Wars (2003-2005) : le comte Dooku
- Star Wars: The Clone Wars (2008-2010) : le comte Dooku (1re voix, saisons 1 et 2)

#### Publicité
- Citroën C6 (2005) : voix de Sean Connery

### Voix-off
- 1966 : Défi au vertige, court métrage documentaire de Roger Gomez
- 1970 : Les Rencontres de Mérimée, court métrage documentaire de Jacques de Casembroot
- 2006 : « Les mousquetaires de Richelieu », dans le rôle du Cardinal de Richelieu, dans le spectacle au Grand parc du Puy du Fou [de Philippe de Villiers]

### Jeux vidéo
- 2002 : Star Wars: Bounty Hunter : le comte Dooku
- 2002 : Star Wars: Galactic Battlegrounds : le comte Dooku
- 2002 : Star Wars : The Clone Wars : le comte Dooku
- 2005 : Lego Star Wars, le jeu vidéo : le comte Dooku
- 2006 : Kingdom Hearts 2 : l'empereur de Chine
- 2008 : Star Wars: The Clone Wars - Duels au sabre laser : le comte Dooku
- 2009 : Star Wars: The Clone Wars - Les Héros de la République : le comte Dooku

## Décorations et distinctions
- Chevalier de la Légion d'honneur
- Officier de l'ordre des Arts et des Lettres
- Molières 1995 : nomination au Molière du comédien dans un second rôle pour Les affaires sont les affaires
- Molières 2000 : nomination au Molière du comédien dans un second rôle pour Hôtel des deux mondes[8]